# Pavković Selo
Pavković Selo is een plaats in de gemeente Krnjak in de Kroatische provincie Karlovac. De plaats telt 75 inwoners (2001).